# Stetsonville
Stetsonville est un village du comté de Taylor, dans l'État du Wisconsin, aux États-Unis. En 2020, il comptait une population de 563 habitants.